# Hétéroazéotrope
 (janvier 2021).
Si vous disposez d'ouvrages ou d'articles de référence ou si vous connaissez des sites web de qualité traitant du thème abordé ici, merci de compléter l'article en donnant les références utiles à sa vérifiabilité et en les liant à la section « Notes et références ».
Un hétéroazéotrope est un mélange de plusieurs composés dont la phase gazeuse cohabite avec deux phases liquides. Son ébullition libère un mélange de vapeurs de même composition que la solution de départ. Ainsi, la phase liquide a la même composition que la phase vapeur. C'est un cas particulier d'azéotrope.
Le binaire liquide-vapeur isobare d'un mélange formant un hétéroazéotrope montre un palier à une température plus basse que les températures d'ébullition des deux constituants. À l'hétéroazéotrope, le composé le plus volatil est toujours majoritaire.
La distillation hétéroazéotrope est utile pour extraire un composé d'un mélange, ou encore déplacer un équilibre chimique en éliminant un réactif. Elle peut par exemple être utilisée pour dessaler de l'eau de mer.
Quand les caractéristiques de deux mélanges miscibles sont pratiquement identiques (températures d'ébullition trop proches), il est difficile d'extraire un composé. L'ajout d'eau dans ce mélange miscible permet de séparer ce mélange en plusieurs phases. On a alors un mélange hétéroazéotrope.